# Sredoselți, Razgrad
Sredoselți (în bulgară Средоселци) este un sat în comuna Isperih, regiunea Razgrad,  Bulgaria. 

## Demografie
Componența etnică a satului Sredoselți
     Turci (94,96%)
     Nicio identificare (5,03%)
     Altele (0%)
La recensământul din 2011, populația satului Sredoselți era de 318 locuitori. Din punct de vedere etnic, majoritatea locuitorilor (94,96%) erau turci. Pentru 5,03% din locuitori nu este cunoscută apartenența etnică.